# Finlande du Sud-Ouest (province historique)
Note: Cet article concerne uniquement la province historique de Suède, pour la région contemporaine voir Finlande-Propre.
La province de Finlande-Propre (en finnois : Varsinais-Suomi ; en suédois : Egentliga Finland) est la première région de Finlande à avoir été colonisée par les Suédois. Son nom suédois se traduit littéralement par « Finlande véritable », car le mot Finlande ne désignait jusqu'au XVIIIe siècle que cette seule région.

Armoiries

Proche des plus importants centres de population suédois, les contacts sont nombreux dès la période viking. Les Vikings ne pénètrent cependant pas à l'intérieur des terres. C'est le roi de Suède Éric le saint qui lance vers 1154-1155 la première croisade pour évangéliser les tribus finnoises habitant la région. L'histoire de cette croisade mêle les faits et le mythe, déformée par des siècles de tradition orale dans toute l'actuelle Finlande et la Carélie. La croisade aurait été conduite par un certain évêque Henri, évêque anglais d'Uppsala. Il perd la vie décapité par un nouveau converti mécontent, le paysan Lalli, sur la glace du Köyliönjärvi le 20 janvier 1156 (actuelle commune de Köyliö, à la frontière du Satakunta et de la Finlande du Sud-Ouest).
La croisade se termine donc tragiquement, mais elle ne met pas fin aux efforts du clergé suédois pour évangéliser la Finlande. Les évêques s'installent de manière permanente à Koroinen dès les premières années du XIIIe siècle. Couplée à la construction d'un château trois kilomètres en aval de la rivière Aurajoki, cette implantation deviendra la ville de Turku, qui règnera sur la province, puis sur toute la colonie jusqu'à la défaite suédoise dans la Guerre de Finlande en 1809.